# Ardabil Airport
De luchthaven Ardabil Airport bevindt zich noordoost van Ardabil in noordwest Iran.  

## Luchtvaartmaatschappijen en bestemmingen
| luchtvaartmaatschappij | bestemmingen              |
| ---------------------- | ------------------------- |
| Iran Air               | Mashhad, Teheran-Mehrabad |
| Iran Aseman Airlines   | Teheran-Mehrabad          |
| Mahan Air              | Mashhad, Teheran-Mehrabad |